# Opatija Heiligenkreuz
Opatija Heiligenkreuz (njem. Stift Heiligenkreuz, Closter Heiligen Creyz ili Santa Crux; što znači „Opatija Svetog Križa”) je cistercitski samostan u općini Heiligenkreuz u južnome dijelu Bečke šume (Wienerwald), oko 13 km sjeverozapadno od Badena u Donjoj Austriji. Iako su ju opljačkali Osmanlije u 17. stoljeću, a cisterciti doživjeli progon nacista (1938. – 1945.), nikad nije bila uništena ili raspuštena. Osnovana 1133. godine, opatija Heiligenkreuz je drugi najstariji cistercitski samostan i najstariji kontinuirano nastanjeni i djelujući samostan na svijetu.

## Povijest
Opatiju Heiligenkreuz je 1133. godine osnovao Sveti Leopold, markgrof Austrije, na nagovor svog sina Otta. Naime, sveti Leopold je poslao svoga sina na studij u Pariz gdje je mladi princ čuo o cistercitskom redu, novom reformskom pokretu benediktinaca. Na povratku u Austriju Otta su posjetili cisterciti iz opatije u Morimondu, koje je toliko zavolio da je otišao k njima i zaredio se. Kasnije je uvjerio svog oca da osnuje cistercitski samostan u Austriji: Heiligenkreuz. Danas u njemu živi i radi 90-ak redovnika, od kojih polovica živi u samostanu, četrnaestorica u prioratu Stiepel osnovanom 1988. u Bochumu i osmorica u prioratu Neuzelle (Njemačka), a ostali u obližnjim župama.
Samo nekoliko samostana u Europi mogu pratiti svoju redovničku tradiciju od 12. stoljeća do naših dana, te posjeduju odgovarajuće objekte koji su ujedno i funkcionalni i reprezentativni. Heiligenkreuz je izvanredan primjer kontinuiteta kroz stilove romanike, gotike i baroka. Samostanski prostori tipičnih odlika srednjovjekovnog cistercitskog samostana impresivno predstavljaju povijest arhitekture i razvoja konstrukcija od srednjeg vijeka do primjera svih kasnijih stilova. Također, izvorna samostanska funkcija se u potpunosti zadržala, odnosno srednjovjekovne zgrade samostana se još uvijek koriste u prvotne namjene, a time su i na odgovarajući način sačuvane. One ilustriraju punu duhovnu dimenziju, ali i povijesni, umjetnički i kulturni značaj takvog mjesta. Srednjovjekovni dijelovi samostanskog kompleksa (crkva, samostan, stambene zgrade) koji su od izuzetnog značaja za povijest arhitekture su između ostalog i vrhunski primjeri srednjovjekovnih dekoracija od stakla, raskošnog baroknog uređenja interijera i namještaja, a tu je i velika knjižnica sa zbirkom umjetnina. Opatija Heiligenkreuz sinonim je monaške tradicije i odgovornog očuvanja povijesne baštine: zbog toga ju je Austrija još 1994. godine nominirala za upis na UNESCO-ov popis mjesta svjetske baštine u Europi.
U neposrednoj blizini opatije Heiligenkreuz nalazi se i Međubiskupijsko sjemenište Leopoldinum (njem. Überdiözesanes Priesterseminar Leopoldinum, bivši Collegium Rudolphinum), koje je otvoreno za sve koji se školuju za buduće svećenike, osobito za one koji studiju teologije pristupaju bez prethodno položene mature.

## Značajni članovi opatije

### Poglavari opatije Heiligenkreuz
Od 10. veljače 2011. opat opatije Heiligenkreuz je Maximilian II. Heim. 

 Za povijesni pregled poglavara vidi Popis poglavara opatije Heiligenkreuz.

### Ostali istaknuti članovi opatije
- Heinrich von Schüttenhofen (13. stoljeće), pisac
- Gutolf († oko 1300.), učenjak, propovjednik, kroničar i oko 1270. opat samostana Marienberg u austrijskom Gradišću
- Anton Wolfradt (1582. – 1639.), bečki biskup
- Alberich Mazak (1609. – 1661.), barokni skladatelj
- Mathias Palffy (1602. – 1647.), od 1639. do 1647. obnovitelj i vrhovni opat teritorijalne opatije Pannonhalma ↓1
- Familijar Martino Altomonte (1657. – 1745.), slikar
- Familijar Giovanni Giuliani (1664. – 1744.), slikar i kipar
- Dominik Bilimek (1813. – 1884.), zoolog i botaničar
- Wilhelm Anton Neumann (1837. – 1919.), bibličar i rektor Sveučilišta u Beču
- Nivard Schlögl (1864. – 1939.), profesor egzegeze Starog zavjeta na bečkom Sveučilištu
- Jörg Lanz von Liebenfels (1874. – 1954.), teoretičar rasa koji je 1899., nakon nepunih godinu dana od svećenićkoga ređenja, napustio opatiju
- Alberich Rabensteiner (1875. – 1945.), prior opatije Neukloster i mučenik u posljednjim danima Drugog svjetskog rata
- Petrus Hübner (1948. – 2022.), crkveni glazbenik, subprior opatije Neukloster i biskupski vikar Južnoga vikarijata Bečke nadbiskupije (2016. – 2022.)
- Bernhard Vošicky (* 1950.), pisac duhovnih knjiga i ispovjednik
- Meinrad Tomann (* 1957.), generalni prokurator cistercitskog reda (1995. – 2015.) i prior opatije Heiligenkreuz (2017. – 2022.)
- Christian Feurstein (1958. – 2017.), prior opatije Heiligenkreuz i opat cistercitske opatije Rein u austrijskoj saveznoj državi Štajerskoj (2010. – 2015.)
- Raphael Statt (* 1958.), kipar
- Karl Wallner (* 1963.), direktor austrijskoga Papinskog misijskog ureda (njem. Missio Österreich) i bivši rektor Filozofsko-teološke visoke škole Benedikt XVI. (njem. Philosophisch-Theologische Hochschule Benedikt XVI.) u Heiligenkreuzu
- Wolfgang Gottfried Buchmüller (* 1964.), teolog i rektor Filozofsko-teološke visoke škole Benedikt XVI. u Heiligenkreuzu
- Alkuin Volker Schachenmayr (* 1969.), crkveni povjesničar
- Johannes Paul Chavanne (* 1983.), prior[7] i glasnogovornik opatije Heiligenkreuz, te docent za liturgiku i generalni tajnik Filozofsko-teološke visoke škole Benedikt XVI. u Heiligenkreuzu